# Marianne Mirage
Marianne Mirage, pseudonimo di Giovanna Gardelli (Cesena, 19 ottobre 1989), è una cantautrice italiana.

## Biografia
All'età di sette anni si avvicina al mondo dell'arte grazie al padre pittore e marinaio. Col tempo scopre un’intensa passione per la musica, in particolare per le atmosfere black, soul e per le grandi voci del jazz internazionale. Durante gli studi Marianne si mantiene assiduamente come barista e coi soldi guadagnati viaggia in tutta Europa esibendosi con musicisti internazionali nei teatri e nei locali delle città nelle quali si ferma come Dublino, Berlino, Londra, Parigi e Istanbul.
Nel 2012 consegue il diploma di recitazione presso il Centro Sperimentale di Cinematografia di Milano diretto da Giancarlo Giannini e la laurea in Lettere e Filosofia.
Nel 2014 Marianne Mirage pubblica il suo primo singolo Come quando fuori piove con Sugar, l’etichetta discografica di Caterina Caselli, e attira subito su di sé l’attenzione dei media, tra cui Rolling Stone, che nello stesso anno l'ha voluta come performer per la festa della rivista all'Alcatraz di Milano. Successivamente Marianne si esibisce in occasione di aperture di artisti nazionali e internazionali tra cui Patti Smith, Kiesza, Baustelle, Patty Pravo, Niccolò Fabi, Brunori Sas, Tiromancino, Raphael Gualazzi e molti altri. Nel 2015 viene scelta dall'azienda Microsoft per presentare il nuovo prodotto Surface e attraverso un’applicazione innovativa Marianne suona la chitarra digitale direttamente dallo schermo del Surface.
Il 25 marzo 2016 esce Quelli come me, il disco di debutto prodotto da Max Elli e Jack Jaselli, mixato da Enrico La Falce, a cui segue un intenso tour. Da questo album vengono estratti due singoli: Game Over e La vie. Con quest'ultimo brano prende parte alla quarta edizione del Summer Festival.
Nel febbraio 2017 partecipa al Festival di Sanremo 2017 con il brano Le canzoni fanno male, scritto da Kaballà e Francesco Bianconi (Baustelle), venendo eliminata la sera in cui si esibisce. Il 10 febbraio 2017 esce l'EP omonimo: Le canzoni fanno male.
Nel maggio 2017 apre le date del tour italiano di Patti Smith.
Nell'ottobre 2017 pubblica il brano The Place, che fa da tema per il film omonimo diretto da Paolo Genovese. La canzone, pubblicata sia nella versione italiana che in lingua inglese, è stata scritta dalla stessa artista con gli STAG.
Nel 2019 esce il suo secondo album, sempre per Sugar. Nel 2021 pubblica da indipendente il terzo album.

## Discografia

### Album in studio
- 2016 – Quelli come me
- 2019 – Vite private
- 2021 – Mirage
- 2025 – Teatro

### EP
- 2017 – Le canzoni fanno male

### Singoli
- 2014 – L'amore non c'era adesso c'è / Boum
- 2014 – Come quando fuori piove
- 2014 – Jingle Bell Rock
- 2016 – Lo so cosa fai (feat. Elijah Hook)
- 2016 – Game Over
- 2016 – La vie (Takagi & Ketra Remix)
- 2017 – Le canzoni fanno male
- 2017 – In tutte le cose
- 2017 – The Place
- 2018 – Copacabana Copacabana
- 2019 – L’amore è finito
- 2021 – Vulnerabili (Live at Get Loud Studio)
- 2024 – Chiudi gli occhi
- 2024 – Venere
- 2024 – Due anime

## Tournée
- 2025 – Teatro tour 2025